# Юдейската война
„Книги на Йосиф Флавий за историята на Юдейската война срещу римляните“ (на гръцки: Φλαυίου Ἰωσήπου ἱστορία Ἰουδαϊκοῦ πολέμου πρὸς Ῥωμαίους βιβλία) е исторически труд на римско-еврейския автор Йосиф Флавий, написана около 75 година. Тя описва подробно приключилата малко по-рано Първа юдейско-римска война. Оригиналният език на книгата вероятно е арамейски, но тя е запазена в гръцки превод, вероятно направен с участието на автора.
Познатите ръкописни екземпляри до изобретяването на книгопечатането са над 180 – 100 латински, ок. 50 гръцки, над 30 славянски.
В течение на 20 в. се води дискусия относно най-ранния славянски превод, за който има основание да се счита, че е част от делото на Преславската школа. 